# تومويا إيشيكاوا
تومويا إيشيكاوا (باليابانية: 市川友也؛ بالكانا: いちかわ ともや) هو لاعب كرة قاعدة ياباني، ولد في 9 مايو 1985 في ساغاميهارا في اليابان.

## وصلات خارجية
- تومويا إيشيكاوا على موقع الدوري الياباني لكرة القاعدة (الإنجليزية)
- تومويا إيشيكاوا على موقعبيزبول رفرنس.كوم (الدوري الثانوي) (الإنجليزية)